# Réticsík

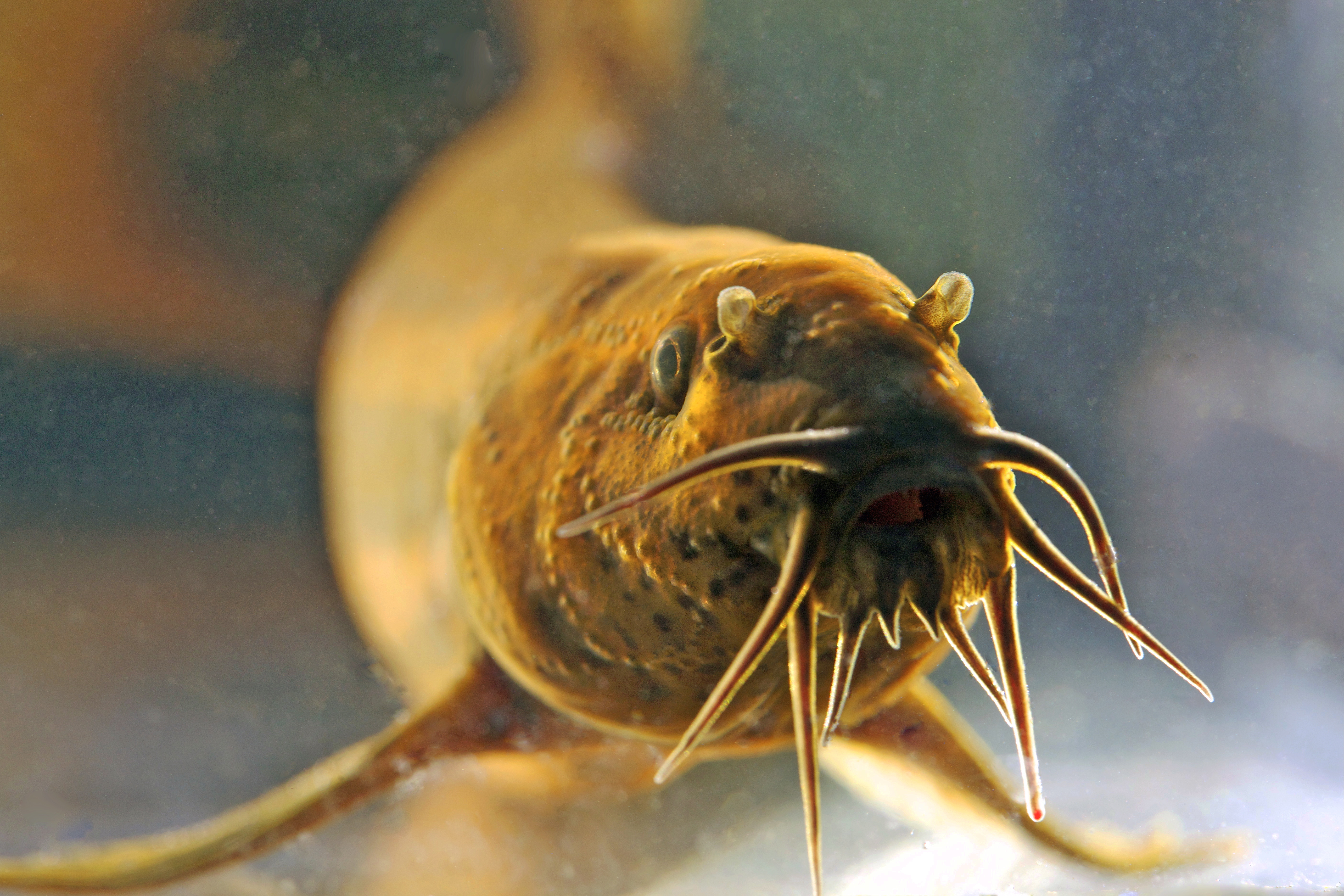
Portré egy réticsíkról

A réticsík (Misgurnus fossilis) a csontos halak (Osteichthyes) főosztályának a sugarasúszójú halak (Actinopterygii) osztályába, a pontyalakúak (Cypriniformes) rendjébe és a csíkfélék (Cobitidae) családjába tartozó faj.
A nagy folyószabályozások és a mocsarak lecsapolása miatt megfogyatkozott a Magyarországon található állománya, ezért védelmet élvez. Korábban tömegesen fordult elő, fontos böjti tápláléknak számított, és a csíkászatot a 19. századig mint a halászat külön ágazatát tartották számon.
A német sporthorgász szövetség és az osztrák testvérszervezet kuratóriuma 1987-ben az év halának választotta, hogy ezzel is ráirányítsa a fajra a természetvédők figyelmét.

## Egyéb elnevezései
Nevezik még réticsíknak, csíknak és halcsíknak. A színváltozatai miatt megkülönböztetésképpen használt elnevezései a barnacsík, a csíkdáma és a csíkkirály.

## Előfordulása
Európa és Ázsia különböző részein honos. Európa északi és keleti részében szinte mindenütt előfordul, megtalálható az Alpoktól északra, egészen Maasig kelet felé a Néva vízrendszerében a Ladoga-tó, a Fekete-tenger északi medencéjének folyóiban a Dunában kelet felé a Kubánban, a Kaszpi-tó folyóiban, a Volga és az Ural vízgyűjtő rendszerében elsősorban az iszapos fenekű tavak és folyók lakójaként. Nem őshonos az Egyesült Királyság, Skandinávia és az Appenninek folyóiban az Ibériai-félszigeten, a Krímben, az Adriai-tenger és az Égei-tenger vízgyűjtő rendszerében.

## Hasonló fajok
Hasonló fajok a csíkfélék tagjai és felületes szemlélő összetévesztheti még az fiatal angolnával, de az nyúlánkabb és a hasúszói hiányoznak. A közeli rokon kövi csík oldalát foltok tarkítják, míg a réticsíkon hosszanti csíkok láthatók ezért jól megkülönböztethetőek egymástól. A vágó csík és a kőfúró csík feje és teste lapított és a szemük hátrafelé áll, valamint felmereszthető a csonttüskéjük.

## Megjelenése
Nagyságát tekintve 15-35 centiméteresre nő meg és tömege 80-150 gramm között mozog. Kisméretű száját 10 bajusz köríti, 4 a felső és 6 az alsó ajakán. A testformája miatt kígyószerűnek tűnő halat a fenéken bajuszszálai segítik az érzékelésben. Teste hengeres, nagyon izmos, nyákos és apró pikkelyek borítják, melyek alig fedik egymást. A szemei testméretéhez viszonyítva nagyon aprónak tűnnek. Hasa sárga, háta barna és oldalán a szemétől a farokúszóig jellegzetes sötétbarna csíkok húzódnak.

## Életmódja
Éjjel aktív hal, napközben az iszapban rejtőzik el. Étrendjét tekintve  rovarokat, férgeket és ízeltlábúakat keresgél az iszapban, valamint a vízben lévő növényi törmelékeket is elfogyasztja. Nagyon szívós és igénytelen hal, a telet az iszapba rejtőzve tölti el. A víz időleges kiszáradását is el tudja viselni. Élőhelye az árterek, mocsarak, lápok iszapos fenekű helyei, de megtalálható a folyóvizek lassú folyású, iszapos szakaszain is. Élőhelyspecifikus faj, ami azt jelenti, hogy egy bizonyos élőhelytípushoz alkalmazkodott, és ettől a környezettől nem tud elszakadni. Az élőhelyének változásakor nem tudja követni a változásokat és emiatt eltűnik a faj az adott területről.
Szürkületkor kezd aktív lenni és a faj jellegzetessége, hogy kisegítő légzőszerve segítségével béllégzésre képes. Amikor kevés a vízben az oxigén felúszik a felszínre, és ott levegőt szippant, amelyet vérerekkel dúsan átszőtt belébe présel. Az elhasznált levegőt a végbelén át engedi ki. Zivatar előtt gyakran használ légköri oxigént, mivel ilyenkor az emelkedő hőmérséklet és a süllyedő légnyomás miatt csökken a víz oxigéntartalma. Régebben ezen tulajdonsága miatt a csíkászok élő barométernek tartották, mert az időjárás változását nyugtalan mozgásukkal előre tudták jelezni.

## Szaporodása
A réticsík szaporodása szezonális, áprilistól júliusig tart, ivartermékeit jellegzetes táncot követően lövelli ki. A nőstény nagyobb és teltebb testű, mint a hím. Ivarérettségüket 2-3 éves korukra érik el. Az ivarérett példányok párosan ívnak a sekély, vízinövényekkel dúsan benőtt vízterületeken, ahol az ikrás egyed 2-3 részletben rakja le 1,7-1,9 mm átmérőjű és 10-150 ezer darabot számláló ikráját. A lerakott ikráiból 16-20 °C-os vízben 5-10 nap alatt kifejlődnek a 4-5 milliméter hosszú lárvák, amelyek ezután gyorsan növekednek. A lárváknak külső kopoltyúbojtjaik vannak, melyek mint kisegítő légzőszervek lehetővé teszik, hogy akár szegényes oxigénviszonyok között is képesek fejlődni.

### A faj tudományos leírásával foglalkozó elektronikus ismeretforrások
- A faj szerepel a Természetvédelmi Világszövetség Vörös Listáján. IUCN. (Hozzáférés: 2011. október 29.)
- A faj adatlapja a FishBase oldalán. FishBase. (Hozzáférés: 2011. január 30.)
- A taxon adatlapja az ITIS adatbázisában. Integrated Taxonomic Information System. (Hozzáférés: 2011. október 29.)
- Mud Loach Misgurnus fossilis (Linnaeus, 1758) (angol nyelven). BioLib.cz. (Hozzáférés: 2010. június 12.)
- Misgurnus fossilis (Linnaeus, 1758) (angol nyelven). AQUATAB. (Hozzáférés: 2011. január 30.)
- Misgurnus fossilis (Linnaeus, 1758) (angol nyelven). Encyclopedia of Life. (Hozzáférés: 2011. január 30.)
- Misgurnus fossilis (Linnaeus 1758) (angol nyelven). Fauna Europaea. [2008. március 31-i dátummal az eredetiből archiválva]. (Hozzáférés: 2011. október 29.)